# Football Club La Chaux-de-Fonds
El Football Club La Chaux-de-Fonds és un club suís de futbol de la ciutat de La Chaux-de-Fonds.

## Palmarès
- 3 Lliga suïssa de futbol: 1954, 1955, 1964
- 6 Copa suïssa de futbol: 1948, 1951, 1954, 1955, 1957, 1961

## Jugadors destacats
- André Abegglen
- Charles Antenen